# Плави људи Минча
Плави људи Минча, такође познати као олујне келпије (шкотгел. na fir ghorma, [нә фиɾʲ ˈɣɔɾɔмә]), су митолошка бића која насељавају водени део између северних Спољних Хебрида и копнене Шкотске, тражећи морнаре да се удаве и погођене чамце да потону. Изгледа да су локализовани у Минчу и околним областима на северу и све до Вика, непознате у другим деловима Шкотске и без пандана у остатку света.
Осим своје плаве боје, митска бића личе на људе и отприлике су исте величине. Имају моћ да стварају олује, али када је лепо време плутају спавајући на површини воде или непосредно испод. Плави људи пливају са подигнутим торзом из мора, увијају се и роне као плискавице . Они су у стању да говоре, а када се група приближи броду, њен шеф може да викне два стиха поезије заповеднику брода и изазове га да доврши стих. Ако скипер не успе у том задатку, плави људи ће покушати да преврну његов брод.
Предлози да се објасне митски плави људи укључују да они могу бити персонификација мора или да потичу од Пикта, чија су насликана тела можда остављала утисак мушкараца који се подижу из воде ако су виђени како прелазе море у чамцима који можда личи на кајаке. Постанак плавих људи може алтернативно да лежи у северноафричким робовима које су Викинзи повели са собом у Шкотску, где су провели зимске месеце близу Шиантских острва у Минчу.

## Етимологија
Минч, мореуз који раздваја северозападно горје Шкотске и северне Унутрашње Хебриде од северних Спољних Хебрида, дом је плавих људи. Шкотски гелски термини за плаве мушкарце су на na fir ghorma (у генитиву fear gorm, на пример sruth nam fear gorm „поток плавих људи“).
Плави мушкарци су такође стилизовани као олујне келије. Најчешћи водени духови у шкотском фолклору, келпије се обично описују као моћни коњи, али се име приписује неколико различитих облика и бајки широм земље. Име kelpie може бити изведено од шкотског галског calpa или cailpeach, што значи „јуница“ или „ждребе“.

## Народна веровања

### Опис и уобичајени атрибути
Митски плави људи су можда били део племена „палих анђела“ које се поделило на троје; прве су постале земаљске виле, друге су еволуирале да би постале море у којима живе плави људи, а остали "Весели плесачи" северног светла на небу. Легендарна створења су исте величине као људи, али су, као што име говори, плаве боје.
Писац и новинар Луис Спенс мислио је да су они „персонификације самог мора“ јер су своју плаву боју преузели из нијансе мора. Лица су им сива и дугачког облика а неки имају дугачке руке, које су такође сиве, и преферирају плава покривала за главу; бар један налог тврди да они такође имају крила. Бурна вода око Шиантских острва 19 km (12 mi) северно од Скај, област која је подложна брзим плимама у свим временским условима, тече поред пећина у којима живе плави људи, део воде познат као Струја разарања због броја бродова тамо разбио.
Иако се наводи да друге олујне келпије насељавају залив Кориеврецкан, који је песник, писац и фолклориста Аласдер Алпин Мекгрегор описао као „најжешће од планинских олујних келпија“, плави људи су ограничени на веома ограничен области. Према Доналду А. Мацкензиеју, они немају парњака другде у свету, па чак ни у другим областима Шкотске; тако ограничен домет је реткост за веровања у духове и демоне. Фолклориста и свештеник Тиреа Џон Грегорсон Кембел каже да су били непознати у Аргајлу на оближњој обали копна, на пример, иако свештеник Цркве Шкотске Џон Бренд, који је посетио Кварф на Шетланду средином 1700. године, препричава причу онога што је можда био плави човек у водама око острва. У облику брадатог старца изронио је из воде, уплашивши путнике и посаду чамца који је пратио.
У традиционалним причама плави људи имају моћ да створе јаке олује, али када је лепо време спавају или лебде тик испод површине воде. Они пливају са торзом од струка навише подигнутим из мора, увијајући се и ронећи на сличан начин као плискавица. Да би се забавили, створења се играју шинти када је небо ведро и светло ноћу. Они су у стању да говоре и разговарају са поморцима и посебно су гласни када натапају пловила воденим млазом, урлајући од смеха док се бродови преврћу.
Када се плави људи окупе да нападну бродове у пролазу, њихов шеф, понекад зван Шони,  подиже се из воде и узвикне два стиха скиперу, а ако не може да дода два реда да доврши стих, плави људи ухвати његов чамац. Макензи истиче следећу размену између скипера чамца и шефа плавих људи:
Blue Chief: Man of the black cap what do you say

As your proud ship cleaves the brine?

Skipper: My speedy ship takes the shortest way

And I'll follow you line by line

Blue Chief: My men are eager, my men are ready

To drag you below the waves

Skipper: My ship is speedy, my ship is steady

If it sank, it would wreck your caves.
Брзи одговори изненадили су плавог поглавицу; поражени и неспособни да направе било какву штету на пловилу, плави људи су се вратили у своје подводне пећине, омогућавајући броду слободан пролаз кроз мореуз. Плави људи могу алтернативно да се укрцају на брод у пролазу и захтевају почаст од његове посаде, претећи да ће, ако то не дође, подићи олују.

### Хватање и убијање
Ниједна сачувана прича не спомиње покушаје убијања духова, али прича Грегорсона Кембела говори о хватању плавог човека. Морнари хватају плавог човека и везују га на свом броду након што је откривен да „спава на води“. Два друга плава човека јуре се, дозивајући један другом док пливају према броду.
Морнари су веровали да сви плави људи имају имена којима се ословљавају. 

## Порекло
Макензијево објашњење легенде о плавим људима је делимично засновано на истраживању Анала Ирске и сеже до времена Харалда Лепокосог, првог нордијског краља, и његових битака против Викинга. Шкотски гелски израз fir ghorma, што значи „плави људи“, је опис за црног човека према Двеллију. Тако sruth nam fear gorm, једно од галских имена плавих мушкараца, дословно се преводи као „поток плавих људи“, или „река, плима или поток црног човека“. Око 9. века Викинзи су одвели Мауре које су заробили и користили као робове у Ирској. Викинзи су проводили зимске месеце у близини Шиантских острва, а Мекензи причу о плавим људима приписује „осуђеним страним робовима“.
Новији новински извештаји су поновили Макензијеву хипотезу. Историчар Малколм Арчибалд се слаже да легенда потиче из времена када су Нордијци имали северноафричке робове, али спекулише да је мит можда настао од народа Туарега из Сахарске Африке, који су били познати као „плави људи пустиње“.
Порекло плавих људи Минча може алтернативно лежати од „тетовирања људи“, посебно од Пикта, чије латинско име picti значи „осликани људи“. Ако су их видели како прелазе воду у чамцима који личе на кајаке Финаца, можда су једноставним острвљанима и поморцима дали утисак да горњи део тела издиже из воде.